# 927
Năm 927 là một năm trong lịch Julius.

## Sinh
- Tống Thái Tổ, vua khai quốc nhà Tống ở Trung Quốc (mất 976)